# Lógr magazín
Lógr magazín je čtvrtletník pro moderní kulturu. Vychází od roku 2010 v Praze. Původně jej začali vydávat studenti bohemistiky FF UK. První číslo vyšlo ve formátu A4 černobíle, od čísla 7 je Lógr tištěný už v tradičním formátu 15 x 18 cm na ekologický papír a barevně. Náklady magazínu byly od začátku kryty z prodejů a část hradili vydavatelé sami, od roku 2019 však vychází s podporou Ministerstva kultury ČR a Státního fondu kultury ČR. U příležitosti každého vydání redakce pořádala křest, který se nazýval Lógrnight. Tyto křty byly v roce 2021 nahrazeny debatami a jinými formami prezentace magazínu v rámci literárních festivalů.
Magazín se prodává v e-shopu, ve vybraných knihkupectvích v Praze (Book Therapy, PageFive, ArtMap, Božská Lahvice) a dalších městech Česka, ale také na knižních festivalech. Rovněž si lze pořídit celoroční předplatné.
Podle redakce magazínu bylo posledním vydaným číslem č. 46 (zima 2022) s tématem Naživo. V průběhu dvanácti let se v jeho vedení vystřídalo pět šéfredaktorů: Stefan Segi, Marek Dobrý, Denisa Goldmannová, Jakub Pavlovský a Lukáš Tomášek.

## Obsah časopisu
Lógr přináší nejen rozhovory se známými osobnostmi české i světové kultury (spisovateli, překladateli, komiksovými autory atd.), recenze beletrie, poezie (seriál básníka Dominika Melichara s názvem Ze současné české poezie) i komiksů, dále nechybí příspěvky o umění, divadlu ani odlehčenější sloupky. Každé číslo je zaměřené na jedno hlavní téma (Digi, Eko, Tělo, Stáří, Nefér trade, Sny, Boom, Konzum atd.). Lógr dává dlouhodobě prostor ilustrátorům, v každém čísle je vždy několik ilustrací k článkům.

## Redakce: stav odpovídající prvnímu čtvrtletí 2022
- Jakub Pavlovský – šéfredaktor[3]
- Lukáš Tomášek – vedoucí literární rubriky
- Denisa G. Goldmannová – editorka
- Kateřina Kubová – editorka
- Dominik Melichar – redaktor
- Jakub Goldmann – redaktor
- Dáša Beníšková – redaktorka
- Alena Brunhilda Burneleit – ilustrátorka
- Tereza Mrkvičková – korektorka
- pravidelní přispěvatelé – Lenka Samešová, Jan Florentýn Báchor, Kristýna Doležalová ad.